# Dolac (Brestovac)
Dolac is een plaats in de gemeente Brestovac in de Kroatische provincie Požega-Slavonië. De plaats telt 178 inwoners (2001).